# Bar Los Yuyos
El Bar Los Yuyos es un bar de la ciudad uruguaya de Montevideo. Fundado el 6 de noviembre de 1906, es uno de los bares más antiguos y tradicionales de la ciudad e integra el circuito turístico de bares.

## Historia
Ubicado en la calle Luis Alberto de Herrera 4297, en el barrio Atahualpa, fue creado en 1906 con el nombre "Almacén de los mil yuyos" por el italiano Juan Ursi. Es famoso por su gran variedad de cañas y grappa saborizadas, como la caña con butiá y pitanga, entre otras. Originalmente, la caña se importaba de La Habana, hasta la creación de ANCAP en 1932. En 1937, Ursi traspasó el negocio a Vicente Oguerino y luego este a sus herederos, quienes continuaron vendiendo caña, grapa y vino hasta 1967. En 1977 estuvo cerrado un año, cuando dos propietarios nuevos agrandaron el local anexando la casa familiar donde vivía Ursi, diversificando el bar.
El bar está abierto todos los días. El lugar tiene una barra de troncos, un piso de madera, una parrilla interior y un patio al aire libre.
Distintos políticos, artistas y deportistas uruguayos visitaron el bar, entre ellos José Luis Zorrilla de San Martín, Carlos Roldán y Alberto Guani.
En 2016, en la conmemoración de los cien años se instaló una placa que lo reconoce como bar patrimonial.
En abril de 2015, el bar fue incluido en el primer capítulo de la segunda temporada del programa Boliches, el corazón del barrio, emitido por Canal 10 de Uruguay.